# Simon Nkoli
Simon Tseko Nkoli (26 de novembro de 1957 – 30 de novembro de 1998) foi um ativista anti-apartheid, dos direitos dos homossexuais e da AIDS na África do Sul.
Nkoli nasceu em Soweto em uma família de língua seSotho. Nkoli tornou-se um jovem ativista contra o apartheid, juntando-se ao Congresso de Estudantes Sul-Africanos (COSAS) e à Frente Democrática Unida.

## Ativismo
Depois de ingressar na COSAS em 1980, Nkoli tornou-se secretário da divisão Transvaal do grupo. Apesar de alguma resistência dentro do COSAS, ele foi autorizado a manter esta posição depois que sua sexualidade foi revelada ao grupo.
Em 1983, ele se juntou à Associação Gay da África do Sul (GASA), de maioria branca. A GASA afirmou que era "apolítica" e recusou-se a apoiar o ativismo de Nkoli em questões relacionadas com a raça. Numa carta de 1985 enviada da prisão após a sua prisão, Nkoli disse ao seu parceiro, Roy Shepherd, que "a GASA não fez nada por mim desde que fui preso", embora tenha escrito na mesma carta que "alguns membros individuais da GASA estão a ver-me" , e que “serei sempre membro da Gasa”. No ano seguinte, ele escreveu que estava "absolutamente louco ao ler sobre minha prisão por questões 'irrelevantes' para assuntos gays", e cada vez mais frustrado com a falta de apoio da GASA. Em abril de 1987, ele escreveu: "Não estou nem um pouco interessado na Gasa. Na verdade, não sou mais membro da Gasa - ou não serei membro da Gasa novamente." Embora algumas fontes afirmem que Nkoli foi expulso da GASA após a sua prisão e julgamento. Mais tarde, ele formou o Saturday Group, o primeiro grupo gay negro na África.
Nkoli falou em comícios em apoio aos boicotes de aluguel nos municípios de Vaal e em 1984 foi preso e enfrentou a pena de morte por traição com outros vinte e um líderes políticos no Julgamento de Traição de Delmas, incluindo Popo Molefe e Patrick Lekota, conhecidos coletivamente como os Delmas 22. Ao sair do armário enquanto prisioneiro, ele ajudou a mudar a atitude do Congresso Nacional Africano em relação aos direitos dos homossexuais. Ele foi absolvido e libertado da prisão em 1988.
Ele fundou a Organização Gay e Lésbica de Witwatersrand (GLOW) em 1988. Junto com a ativista LGBT, Beverley Palesa Ditsie, ele organizou a primeira parada do orgulho na África do Sul, realizada em 1990. Ele viajou muito e recebeu vários prêmios de direitos humanos na Europa e na América do Norte. Foi membro do conselho da Associação Internacional de Gays e Lésbicas, representando a região africana.
Nkoli foi um dos primeiros ativistas gays a se reunir com o presidente Nelson Mandela em 1994. Ele ajudou na campanha pela inclusão da proteção contra a discriminação na Declaração de Direitos da constituição sul-africana de 1994 e pela revogação da lei da sodomia, que aconteceu em maio de 1998 em seus últimos meses.
Depois de se tornar um dos primeiros homens gays africanos publicamente HIV positivo, iniciou o grupo Homens Africanos Positivos com sede no centro de Joanesburgo. Ele estava infectado com HIV há cerca de 12 anos e esteve gravemente doente, intermitentemente, nos últimos quatro. Ele morreu de AIDS em 1998, em Joanesburgo.

## Vida pessoal
Nkoli era um dos quatro filhos. Embora tenha nascido no Soweto, seus pais se separaram cedo em sua vida, e Nkoli foi enviado para viver com seus avós em uma fazenda no Estado Livre de Orange. Ele morou lá por vários anos antes de voltar a morar com sua mãe em Sebokeng.
Nkoli conheceu seu parceiro, Roy Shepherd, aos 19 anos. Mais tarde, ele se lembrou de tê-lo conhecido no GCC, ou Comunidade Cristã Gay. Uma coleção de suas cartas, escritas durante o julgamento e prisão de Nkoli, foi publicada como parte do GALA Queer Archive sob o título Till the Time of Trial: The Prison Letters of Simon Nkoli. Trechos dessas cartas também foram publicados no livro Yes, I Am!: Writing by South African Gay Men.

## Honras
Há um Dia Simon Nkoli em São Francisco. Ele abriu os primeiros Jogos Gays em Nova Iorque e foi nomeado homem livre daquela cidade pelo prefeito David Dinkins. Em 1996, Nkoli recebeu o Stonewall Award no Royal Albert Hall, em Londres. O cineasta canadense John Greyson fez um curta-metragem sobre Nkoli intitulado A Moffie Called Simon em 1987. Nkoli foi o tema da peça de Robert Colman de 2003, "Your Loving Simon" e do filme de Beverley Ditsie de 2002 "Simon & I". O filme Fig Trees de John Greyson, de 2009, um documentário/ópera híbrido inclui referência ao ativismo de Nkoli. Além disso, o relato de Nkoli sobre se assumir como um ativista negro gay na África do Sul está incluído como um capítulo em Defiant Desire: Gay and Lesbian Lives in South Africa (1994), de Mark Gevisser e Edwin Cameron, páginas 249–257.